# Le Cercle celtique
 (décembre 2016).
Si vous disposez d'ouvrages ou d'articles de référence ou si vous connaissez des sites web de qualité traitant du thème abordé ici, merci de compléter l'article en donnant les références utiles à sa vérifiabilité et en les liant à la section « Notes et références ».
Le Cercle celtique est un roman policier de l'écrivain suédois Björn Larsson, paru en 1992. Dans ce premier roman, l'auteur raconte une épopée maritime, se situant en 1990, qui fait une large place à son amour pour la navigation de plaisance.
Le roman, traduit en français, est publié aux éditions Denoël en 1995.

## Résumé
Ulf, le narrateur, est le propriétaire suédois d'un voilier très bien équipe, le Rustica. Sa route va inopinément croiser celles de l'étrange MacDuff, du très nerveux Finlandais Pekka et d'une femme nommée Mary. Ces rencontres seront le prélude d'un long voyage marin et hivernal — de la Scandinavie à l'Écosse via la mer du Nord — pour éclaircir le mystère du mythique Cercle celtique, en exploitant les indices du livre de bord de Pekka.
Accompagné de son fidèle compagnon Torben, Ulf se lance en effet sur des mers agitées dans une quête de la vérité. Les deux amis sont tour à tour poursuivis, volés, espionnés, ou encore invités par des inconnus dont il est en permanence difficile de dire s'ils leur veulent du bien ou du mal... Et c'est probablement cette constante ambiguïté qui caractérise le mieux ce roman au fil de l'eau.

## Éditions françaises
- Denoël, coll. « Thriller Denoël », 1995, 321 p.  (ISBN 2-207-24260-9)
- Gallimard, coll. « Folio policier » no 9, 1998, 458 p.  (ISBN 2-07-040639-3)
- Gallimard, coll. « Folio policier » no 9, 2013, 454 p.  (ISBN 978-2-07-045598-0)